# Klecewko
Klecewko est une localité polonaise de la gmina rurale de Ryjewo située dans le powiat de Kwidzyn en voïvodie de Poméranie. Elle se trouve à environ 13 km au nord de Kwidzyn et 62 km au sud de la capitale régionale Gdańsk.

## Géographie

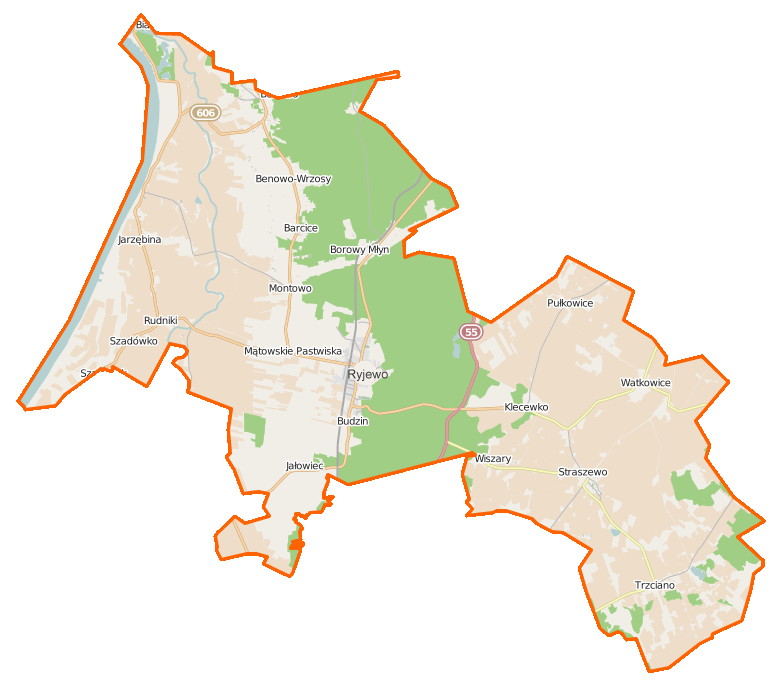
Carte de la gmina de Ryjewo.